# Lotononis newtonii
Lotononis newtonii är en ärtväxtart som beskrevs av Dummer. Lotononis newtonii ingår i släktet Lotononis och familjen ärtväxter. Inga underarter finns listade i Catalogue of Life.